# 林芝 (明朝)
林芝（15世紀—15世紀），字應瑞，福建福州府侯官縣人，明朝政治人物。

## 生平
林芝是景泰四年（1453年）癸酉科福建鄉試舉人，授信宜訓導，教學兼顧德行與技藝，遷韓王府紀善，能匡正韓王，很快請求致仕，路途遙遠無法歸鄉，因而占籍平涼，兒子林廷玉因此中成化十九年陝西鄉試解元，登成化二十年進士。

## 引用
1. 1 2  民國《閩侯縣志·卷六十七·列傳四下　明侯官》：林廷玉，字粹夫，父芝，字應瑞，景泰四年舉人，官信宜訓導，教必兼行藝，遷韓府紀善多所匡正，尋乞致仕，遠不能歸，乃占籍平涼。（廷玉）成化癸卯領陝西鄉試第一，明年成進士，乞省親歸……